# George Stack

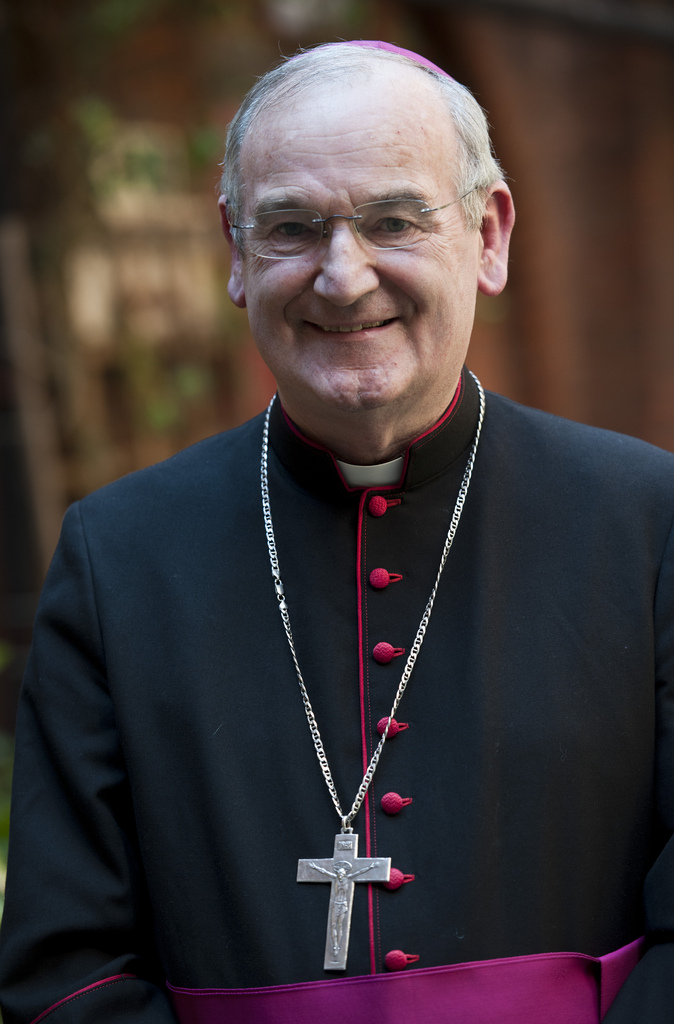
Erzbischof George Stack (2011)

Erzbischofswappen von George Stack

George Stack (* 9. Mai 1946 in Cork) ist ein irischer Geistlicher und emeritierter römisch-katholischer Erzbischof von Cardiff.

## Leben
George Stack empfing am 21. Mai 1972 das Sakrament der Priesterweihe für das Erzbistum Westminster und arbeitete anschließend bis 1975 als Kaplan in einem Krankenhaus. Nach einer langjährigen Tätigkeit als Gemeindepfarrer wurde er 1990 Generalvikar des Erzbistums Westminster.
Am 12. April 2001 ernannte ihn Papst Johannes Paul II. zum Titularbischof von Gemellae in Numidia und bestellte ihn zum Weihbischof in Westminster. Der Erzbischof von Westminster, Cormac Kardinal Murphy-O’Connor, spendete ihm am 10. Mai desselben Jahres die Bischofsweihe; Mitkonsekratoren waren der emeritierte Weihbischof in Westminster, Victor Guazzelli, und der Bischof von Leeds, David Every Konstant. Am 19. April 2011 ernannte ihn Papst Benedikt XVI. zum Erzbischof von Cardiff. Die Amtseinführung erfolgte am 20. Juni desselben Jahres. Stack vertritt darüber hinaus die Bischofskonferenz von England und Wales in der internationalen Kommission für englische Sprache in der Liturgie.
Am 11. Juli 2019 wurde er zusätzlich zum Apostolischen Administrator des vakanten Bistums Menevia ernannt. Papst Franziskus nahm am 27. April 2022 das von George Stack aus Altersgründen vorgebrachte Rücktrittsgesuch an.
George Stack ist Großoffizier des Ritterorden vom Heiligen Grab zu Jerusalem. Er ist Großkreuzritter des Konstantinordens.